# Česko-slovenské fotbalové srdce
Projekt Česko-slovenské fotbalové srdce 2016 měl za cíl propagaci fotbalu konáním utkání týmů předních českých a slovenských klubů na hřištích převážně v menších městech za účasti českých FK Mladá Boleslav, Bohemians Praha 1905, FC Hradec Králové, SK Slavia Praha, FC Slovan Liberec, FK Jablonec, FK Teplice, 1. FK Příbram a slovenských AS Trenčín, ŠK Slovan Bratislava, MFK Ružomberok, 1. FC Tatran Prešov a FO ŽP Podbrezová. Dělo se tak k připomenutí 40. výročí vítězství československého národního mužstva na ME 1976 v Bělehradu.
Nejatraktivnějším utkáním akce Česko-Slovenské fotbalové srdce 2016 měl být Česko-Slovenský superpohár FK Mladá Boleslav – AS Trenčín. Součástí série přípravných utkání byly také dva turnaje s mezinárodní účastí – červnový O pohár starosty města Benátky nad Jizerou a červencový Ministerský pohár v Čelákovicích.